# 科克斯山
71°50′S 160°32′E / 71.833°S 160.533°E
科克斯山（英語：Mount Cox），是南極洲的山峰，位於維多利亞地，處於基勒冰原島峰以北9公里，海拔高度1,960米，美國地質調查局根據測量和該國海軍的空中照片繪入地圖，現時由南極條約體系管理。